# Xã Hamlin, Quận Hamlin, South Dakota
Xã Hamlin (tiếng Anh: Hamlin Township) là một xã thuộc quận Hamlin, tiểu bang Nam Dakota, Hoa Kỳ. Năm 2010, dân số của xã này là 233 người.